# Prison de Reina Amàlia
Presó vella
La prison de Reina Amàlia, populairement connue sous le nom de « Presó vella » (en français : « Vieille prison »), est un ancien centre pénitentiaire fonctionnant de 1839 à 1936 dans le quartier du Raval dans le district de la Vieille ville de Barcelone, connu pour sa répression envers les femmes dans l'histoire de la Catalogne.

## Présentation
La prison est connue pour avoir incarcéré les femmes actives contre le régime politique. Elle est fermée définitivement par la République en 1936.
De nos jours, le site historique correspond à la plaça de Folch i Torres.

## Prisonnières célèbres
- Francesca Saperas i Miró (1851-1933)